# 志明橋

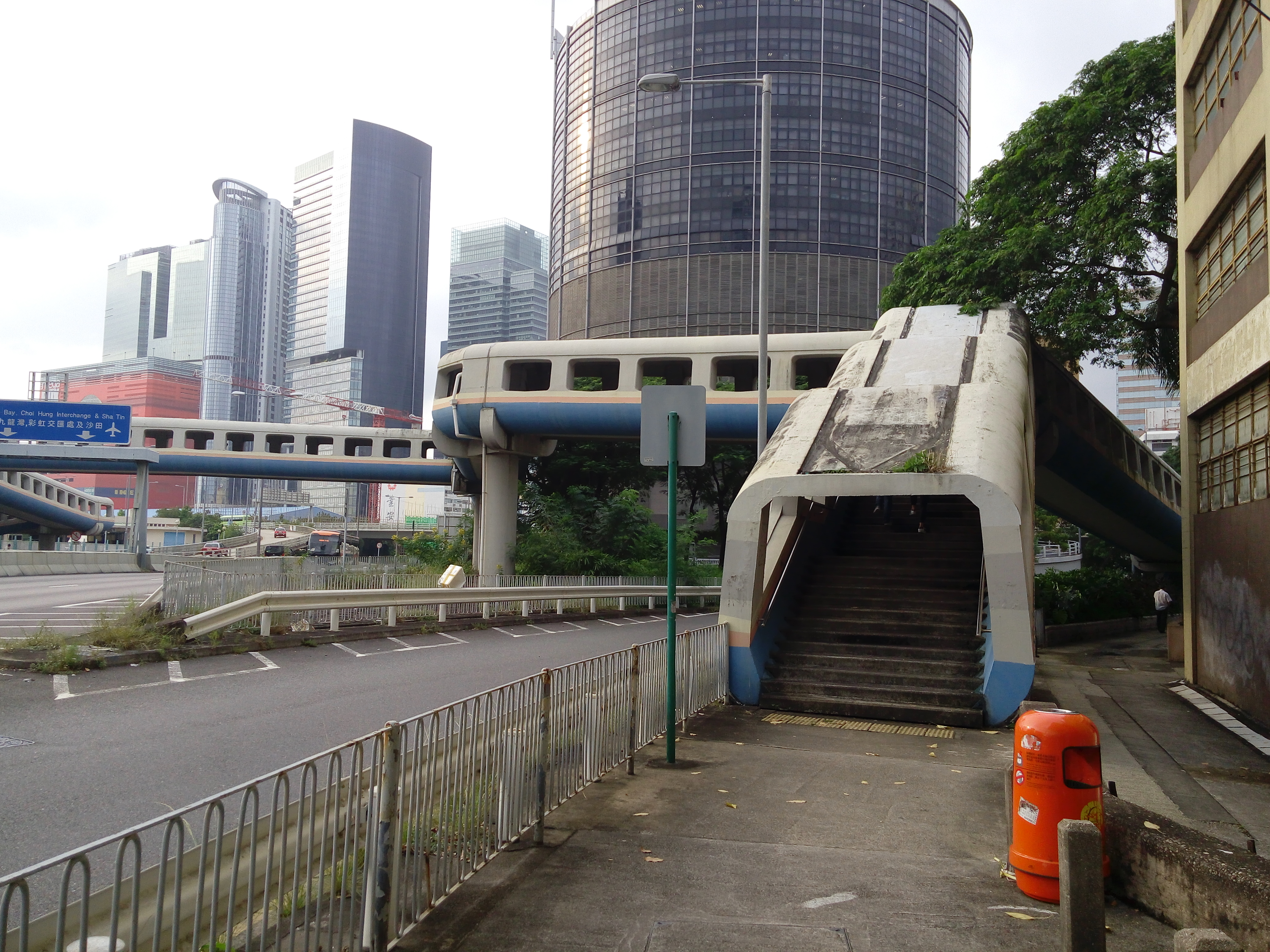
志明橋位於偉業街的其中一個出入口

KF38行人天橋（橫跨偉業街）（英語：Footbridge KF38 (across Wai Yip Street)；路政署編號：KF38），俗稱偉業街行人天橋（Wai Yip Street Footbridge）、橫跨大業街的行人天橋（Footbridge crossing Tai Yip Street）或志明橋（Jimmy Bridge），是香港觀塘區的一座人行橋，連接牛頭角與九龍灣之間的大業街、大業里、鴻業街、偉業街及海濱道等道路。

## 設計

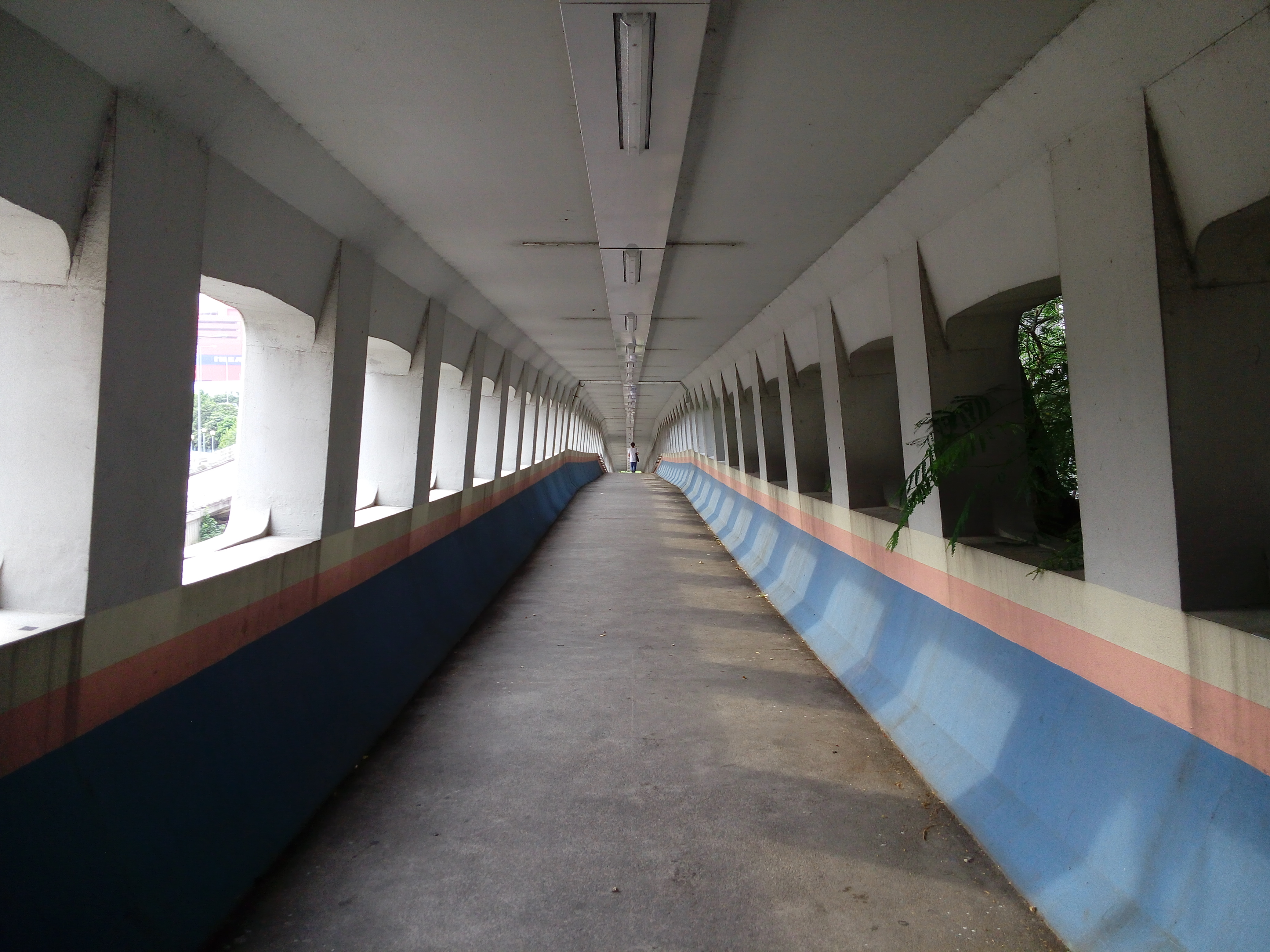
志明橋的橋身內部

從路政署結構編號估算，志明橋約於1982-83年間落成，由政府工程師設計，着重實用及耐用性。天橋的石屎用料為求堅固，上蓋則為便利行人免於雨淋日曬，圓拱型類似隧道的頂部設計亦可方便去水。由於新建的天橋大多以經濟考慮，減少建橋資源，與志明橋相同的設計將難以再現。不過和志明橋類似的設計，還可在屯門紅橋（橫跨屯門公路、屯門河）、鳴琴路（兩條位於山景邨外，分別名為山景橋和楊景橋）及青雲路（位於輕鐵青雲站附近）找到，這幾條位於屯門的行人天橋，建設年代與志明橋相若，但外牆髹以紅色或黃色，與志明橋藍色橋身不同。
雖然志明橋在設計上沒有美學考慮，但其塗上的粉色主調產生清新的感覺，而Z形及拱彎的天橋在外觀上也帶有美感。另外，橋身兩旁設有多個規則的長方型風口位，從內看外能形成電視框的構圖，而陽光照射到橋身時，更可看到一系列長方形影子，因而形成強烈的視覺效果。

## 流行文化
志明橋的特別建築風格吸引不少影片找此橋為拍攝地。在2007年時，謝安琪單曲《鍾無艷》的音樂錄影帶就在此拍攝，錄影帶當中包括主角依靠在橋邊及坐在天橋上欣賞城市景色的畫面。
2010年電影《志明與春嬌》中主角張志明和余春嬌在天橋上首次單獨相處，令該橋成為一時熱潮，「志明橋」之稱亦因此而來。然而，有很多人均爬上天橋的頂部或在危坐於長方型風口上，引來不少市民擔心有人企圖自殺而作出善意虛報。香港消防處在2017年3月更指出該年度曾接獲31宗關於天橋的企跳善意虛報。電影的主角演員余文樂、楊千嬅及導演彭浩翔就事件在網上呼籲市民不要在天橋作出危險動作。
隨後，仍有不少的影視作品在志明橋取景，包括2011年電影《人約離婚後》、2017年電視劇《反黑》第8集及第9集等。在2018年的電視劇《跳躍生命線》第17集中，由張文慈飾演的KOL麥愛花就因《志明與春嬌》的熱潮而在志明橋危坐自拍，引來途人報警求助。

## 外部連結
- 堅毅忍者障殘人士國際互助協會網站中橫跨大業街的行人天橋(KF38)（页面存档备份，存于）的頁面

22°19′03″N 114°12′48″E / 22.317396°N 114.213469°E